# Utan Panjang
Utan Panjang is een plaats (wijk) - (kelurahan) in het bestuurlijke gebied Kemayoran, Jakarta Pusat (Centraal-Jakarta) in de provincie Jakarta, Indonesië.  De plaats telt 28.328 inwoners (volkstelling 2010).